# Helmut Rix
Helmut Rix (* 4. Juli 1926 in Amberg; † 3. Dezember 2004 in Colmar) war ein deutscher Indogermanist und Etruskologe.

## Leben
Helmut Rix wurde 1926 als Sohn einer Lehrerfamilie geboren. Nach dem Abitur und Militärdienst bei der Kriegsmarine studierte er seit 1946 in Würzburg Indogermanistik, Klassische Philologie und Geschichte, seit 1947 in Heidelberg. Dort wurde er 1950 mit der Dissertation Bausteine zu einer Hydronymie Alt-Italiens promoviert. Seit 1951 war er Assistent bei Hans Krahe in Tübingen und seit 1955 Dozent für Latein und Griechisch an der Evangelischen Augustana-Hochschule Neuendettelsau (Mittelfranken). 1959 habilitierte er sich in Tübingen zum Thema Das etruskische Cognomen. Untersuchungen zu System, Morphologie und Verwendung der Personennamen auf den jüngeren Inschriften Nordetruriens. 1966 wurde Rix an die neu gegründete Universität Regensburg berufen und war ab 1982 Professor an der Universität Freiburg i. Br. 1993 erfolgte die Emeritierung. Am 3. Dezember 2004 verstarb Helmut Rix an den Folgen eines Verkehrsunfalls.
Helmut Rix war Mitglied der Heidelberger Akademie der Wissenschaften, des Comitato Internazionale di Letteratura des Archivio Glottologico Italiano, des Istituto Nazionale di Studi Etruschi, der Société Linguistique de Paris und nicht zuletzt der Indogermanischen Gesellschaft, die er von 1973 bis 1978 als Erster Vorsitzender leitete.

## Veröffentlichungen (Auswahl)

### Indogermanistik allgemein
- Anlautender Laryngal vor Liquida oder Nasalis sonans im Griechischen, in: Münchener Studien zur Sprachwissenschaft 27, 1970, S. 79–110 [Formulierung des Rix’schen Gesetzes].
- Historische Grammatik des Griechischen. Laut- und Formenlehre. Wissenschaftliche Buchgesellschaft, Darmstadt 1976 (2. Aufl., 1992). ISBN 3-534-03840-1.
- The Proto-Indo-European Middle: content, forms and origin. R. Kitzinger, München 1988.
- (Hrsg.): Flexion und Wortbildung. Akten der V. Fachtagung der Indogermanischen Gesellschaft, Regensburg, 9. bis 14. September 1973. Dr. Ludwig Reichert Verlag, Wiesbaden 1990.
- (Hrsg.): Sprachwissenschaft und Philologie. Jacob Wackernagel und die Indogermanistik heute: Kolloquium der Indogermanischen Gesellschaft vom 13. bis 15. Oktober 1988 in Basel. Herausgegeben in Zusammenarbeit mit Heiner Eichner. Dr. Ludwig Reichert Verlag, Wiesbaden 1990.
- Lexikon der Indogermanischen Verben. Die Wurzeln und ihre Primärstammbildungen. Unter Leitung von Helmut Rix und der Mitarbeit vieler anderer bearbeitet von Martin Kümmel, Thomas Zehnder, Reiner Lipp und Brigitte Schirmer. Dr. Ludwig Reichert, Wiesbaden 1998, 754 S.; 2., erweiterte und verbesserte Auflage bearbeitet von Martin Kümmel und Helmut Rix, 2001, 823 S. ISBN 3-89500-219-4
- Kleine Schriften. Festgabe für Helmut Rix zum 75. Geburtstag. Herausgegeben von Gerhard Meiser. Hempen Verlag, Bremen 2001.

### Die Sprachen und Kulturen Altitaliens (außer Etruskisch)
- Zum Ursprung des römisch-mittelitalischen Gentilnamensystems. In: Aufstieg und Niedergang der römischen Welt. Geschichte und Kultur Roms im Spiegel der neueren Forschung (ANRW), I. Teil: Von den Anfängen Roms bis zum Ausgang der Republik. Walter de Gruyter, Berlin/NY 1972, S. 700–758.
- Die lateinische Synkope als historisches und phonologisches Problem, in: Kratylos, Bd. 11, 1966, S. 156–165. Wiederabgedruckt in: Klaus Strunk (Hrsg.): Probleme der lateinischen Grammatik. Wissenschaftliche Buchgesellschaft, Darmstadt 1973, S. 90–102.
- Die Termini der Unfreiheit in den Sprachen Altitaliens. Stuttgart 1994.
- (Hrsg.): Oskisch – Umbrisch: Texte und Grammatik. Arbeitstagung der Indogermanischen Gesellschaft und der Società Italiana di Glottologia vom 25. bis 28. September 1991 in Freiburg. Dr. Ludwig Reichert Verlag, Wiesbaden 1994.
- Sabellische Texte. Die Texte des Oskischen, Umbrischen und Südpikenischen. Universitätsverlag Winter, Heidelberg 2002 [Gesamtausgabe aller sabellischen (oskisch-umbrischen) Inschriften].

### Etruskologie
- Das etruskische Cognomen. Untersuchungen zu System, Morphologie und Verwendung der Personennamen auf den jüngeren Inschriften Nordetruriens. Otto Harrassowitz, Wiesbaden 1963, xvi + 410 S.
- La scrittura e la lingua. In: M. Cristofani (Hrsg.): Gli Etruschi. Una nuova immagine. Giunti Martello, Florenz 1984, S. 210–238. 245 S. (Dt.: Schrift und Sprache. In: Mauro Cristofani (Hrsg.): Die Etrusker. Stuttgart/Zürich 1985, S. 210–238. 245). [Kurzgrammatik des Etruskischen]
- Etruskisch culs ‘Tor’ und der Abschnitt VIII 1–2 des Zagreber liber linteus, in: Vjesnik Arheološkog Muzeja u Zagrebu, 3. Serie, Bd. 19, 1986, S. 17–40.
- Etrusco un, une, unuc ‘te, tibi, vos’ e le preghiere dei rituali paralleli nel liber linteus, in: Archeologia Classica, 43, 1991, S. 665–691.
- Etruskische Texte. Editio minor. Herausgegeben in Zusammenarbeit mit Gerhard Meiser. 2 Bde. G. Narr, Tübingen 1991, I: 320 S., II: 370 S.
- Les prières du liber linteus de Zagreb. In: Françoise Gaultier, Dominique Briquel (Hrsg.): Les Étrusques, les plus religieux des hommes. La Documentation française, Paris 1997, S. 391–397.
- Rätisch und Etruskisch. Innsbrucker Beiträge zur Sprachwissenschaft, Vorträge und Kleinere Schriften 68. Institut für Sprachwissenschaft der Universität Innsbruck, Innsbruck 1998, 67 S.